# 好井まさおの「今、何してる?」
『好井まさおの「今、何してる?」』（よしいまさおのいまなにしてる）は、2023年4月5日から9月27日までTBSラジオポッドキャストで配信されていたトーク番組である。

## 番組概要
TBSラジオ地上波枠を目指し、若手芸人たちが競い合う「N93」の1番組。平日の19時に5組の5番組が配信され、再生数、イベントグッズの販売数、スポンサー獲得などをポイント化し、それに応じて半年ごとにメンバーを入れ替えつつパーソナリティを決めていく。当番組は総合順位で最下位となり半年で入れ替わりとなった。
番組は水曜日にSpotify、ラジオクラウドなど主要ポッドキャスト配信サイトのほか、YouTubeでも配信されていた。
好井まさおは4月開始当初のメンバーの中で唯一のピン芸人であった。
番組ハッシュタグは「#好井の今なに」。
好井は自らをラジオプリンスを名乗っている。

## コーナー
今、何してる?
電話やLINEで「今、何してる？」と送られてきてムカついた話、今していることを募集している。
条件トーカー
「何秒以内に話せ」など条件を募集し、好井がそれに合わせてトークをしていく。
絞り出し大喜利
お題に対して、必ず5つの回答を1セットで募集している。少なかったり、多かったりすると出禁にされる。お題は「留学生に間違った日本の知識を教えてください」に固定されている。
すべった話
リスナーのすべった話を募集している。
この他、普通のお便りなども募集している。

### 過去のコーナー
番組の締め方
番組らしい締めのセリフを募集していた。

## ゲスト
- 2023年6月28日 - 向井慧（パンサー）[8]
- 2023年7月26日 - 囲碁将棋[9]

## 著名なリスナー
- 石山蓮華（文筆家）[10]
- でか美ちゃん（タレント）[11]
- 長谷川瞬（お笑い芸人）[12]
- 花屋ユウ（俳優）[13]

## 備考
- リスナー獲得のため、Tinder、clubhouse、斎藤さんを始めた[14]。なお、Clubhouseは人が集まらなかったため、Twitterのスペースに切り替え、水曜日の本編の配信後、22時に裏話などを話していた[15]。また木曜20時には読み切れなかった大喜利やふつおたを紹介するアフタートークをYouTubeのみで配信している[16]。
- 2023年4月12日、5月22日、6月5日のTBSラジオ『こねくと』で紹介された[17][18][19]。